# Harry Barron
Harry Barron (ur. 11 sierpnia 1847 w Denmark Hill, zm. 21 marca 1921) – brytyjski żołnierz i urzędnik państwowy, generał, w latach 1909-1913 gubernator Tasmanii, a następnie od 1913 do 1917 gubernator Australii Zachodniej.

## Biografia
Ukończył Royal Military Academy, Woolwich, zaś w 1867 otrzymał szlify oficerskie jako porucznik Artylerii Królewskiej. Przez kolejne czterdzieści lat piął się systematycznie w górę wojskowej hierarchii, choć nie brał w tym czasie udziału w żadnym poważniejszym konflikcie zbrojnym. Doszedł aż do stopnia generała-majora, na który został awansowany w 1904 roku. W 1908 przeszedł na wojskową emeryturę, po czterech latach dowodzenia garnizonem artyleryjskim na Malcie.
W 1909, pomimo braku jakichkolwiek doświadczeń politycznych, Barron przyjął propozycję wyjazdu do Australii w charakterze gubernatora stanowego. We wrześniu tego roku rozpoczął urzędowanie jako gubernator Tasmanii. Wydarzenia na miejscowej scenie politycznej zmusiły go do podejmowania trudnych decyzji, zwłaszcza odnośnie do rozpisywania przedterminowych wyborów parlamentarnych, zaś część lokalnej prasy oskarżała go o to, iż nie potrafi dochować oczekiwanej od australijskich gubernatorów bezstronności. Mimo tych zastrzeżeń, gdy końca dobiegła jego kadencja na Tasmanii, objął analogiczne stanowisko w Australii Zachodniej. 
W 1917 przeszedł na emeryturę również jako cywilny urzędnik i osiadł w hrabstwie Surrey. Zmarł w wieku 73 lat. 

## Odznaczenia
- Królewski Order Wiktoriański klasy Komandor (1907)[1]
- Order św. Michała i św. Jerzego klasy Rycerz Komandor (1908, odtąd miał prawo do tytułu Sir przed nazwiskiem)[1]